# Armand Knaepen
Armand Knaepen (Walshoutem, 5 juni 1887 – Tienen, 1982) was een Belgisch kunstschilder, tekenaar en graficus, bekend als de "Schilder van Haspengouw". Zijn oeuvre omvat meer dan 800 werken, waaronder landschappen, stadsgezichten, begijnhoven en expressieve portretten. Hij introduceerde de vogelverschrikker als nieuw artistiek element in de Vlaamse schilderkunst.

## Biografie
Armand Knaepen werd geboren als vierde van elf kinderen in een fruittelersfamilie in Walshoutem. Zijn liefde voor tekenen begon op jonge leeftijd. Een bezoek aan Antwerpen, op jonge leeftijd, waar hij het schilderij Le Coup de Collier van Karel Verlat zag, inspireerde hem om kunstenaar te worden.
In 1907 verhuisde Knaepen naar Tienen om leraar te worden. Daar schreef hij zich na aarzeling in bij de tekenacademie, waar hij zeven jaar avondlessen volgde onder leiding van Jacques Marin, een gerenommeerd beeldhouwer. In 1919 werd hij leraar aan dezelfde academie en vanaf 1921 gaf hij les in tekenen, wetenschappelijk tekenen en kunstgeschiedenis aan het Koninklijk Atheneum van Tienen. In 1925 behaalde hij een diploma gelijkgesteld aan een licentiaat kunstgeschiedenis.

## Kunst en Invloed
Knaepens werk omvatte vanaf het begin landschappen en stadsgezichten, waaronder gedetailleerde tekeningen van het begijnhof van Tienen. Ook schilderde hij de Sint-Germanuskerk in Tienen en talrijke waardevolle hoekjes en gezichten van de stad, waarvan veel later verdwenen zijn. Zijn werk ademt sereniteit en toont een diepe verbondenheid met zijn onderwerpen.

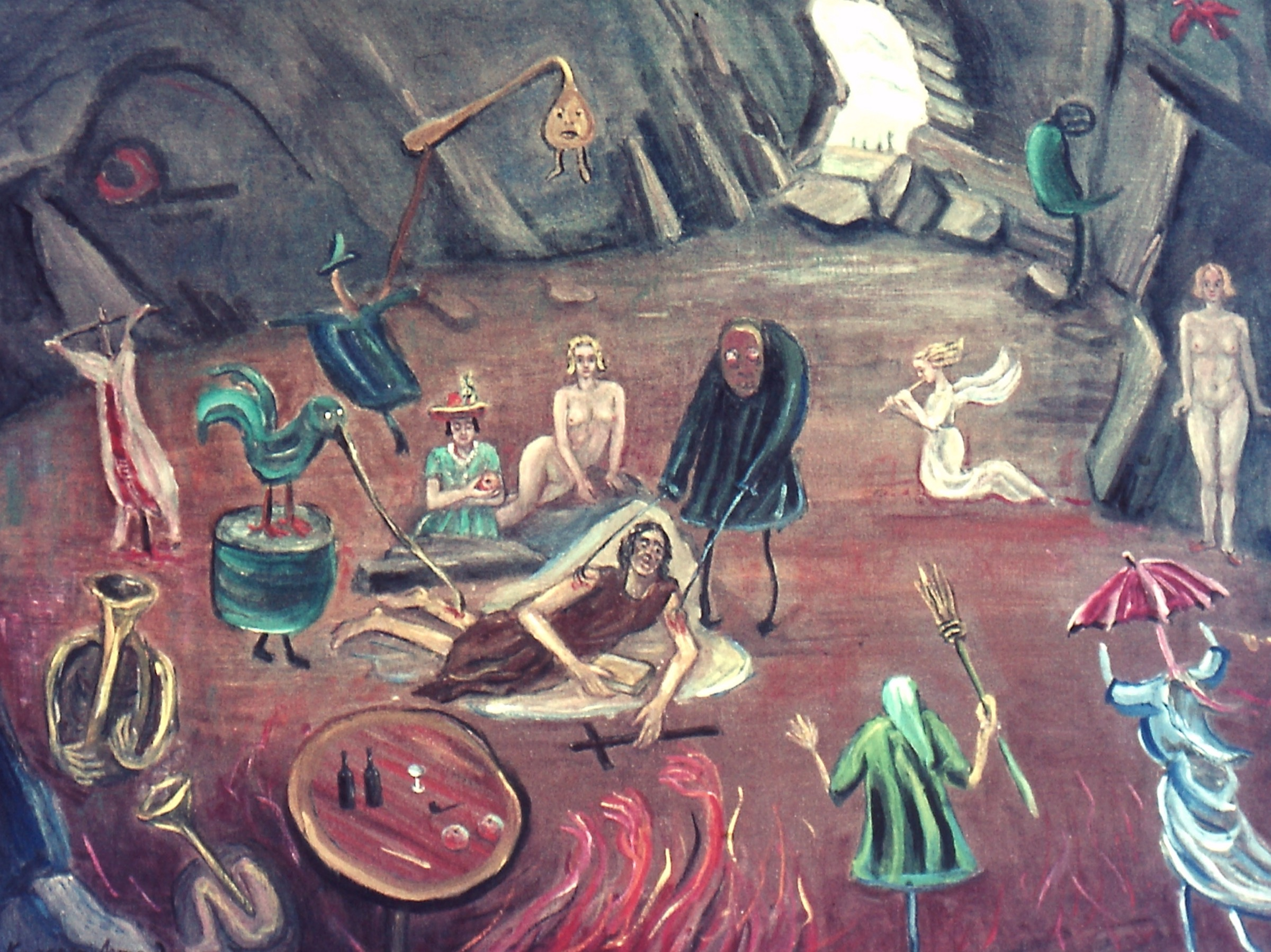
Zijn werk evolueerde naar een meer expressieve en surrealistische stijl met elementen uit religie en mystiek.

Zijn landschappen en boerenlevens in Haspengouw leverden hem de titel "Schilder van Haspengouw" op. Hij was de eerste die vogelverschrikkers als artistiek thema in de Vlaamse schilderkunst introduceerde, wat een expressieve dimensie aan zijn oeuvre toevoegde.

### Kritieken
In 1939 schreef kunstcriticus Remy Magermans in Le Vingtième Siècle over Knaepens schilderijen van het boerenleven:
"De weelderigheid van de oogsten, de pathetische vlucht van de kraaien, de verkleumde herfsten, de tragische winters... Dit alles brengt een nieuwe, verrassende klank in onze schilderkunst, een grootsheid en intense poëzie die voor ons een openbaring zijn, een blijde ontdekking en een vreugde die ons niet iedere dag geschonken wordt."

## Erkenning
Knaepen werd in 1967 geëerd door de stad Tienen met een retrospectieve tentoonstelling ter gelegenheid van zijn tachtigste verjaardag. Zijn naam werd ook toegekend aan de Tiense tekenacademie. In 1976 werd hij ereburger van de stad Landen voor zijn bijdragen aan de cultuur van Haspengouw. In Walshoutem is een straat naar hem vernoemd.

## Collecties
Zijn werken zijn opgenomen in de collecties van de Koninklijke Bibliotheek van België en het stedelijk museum van Tienen.

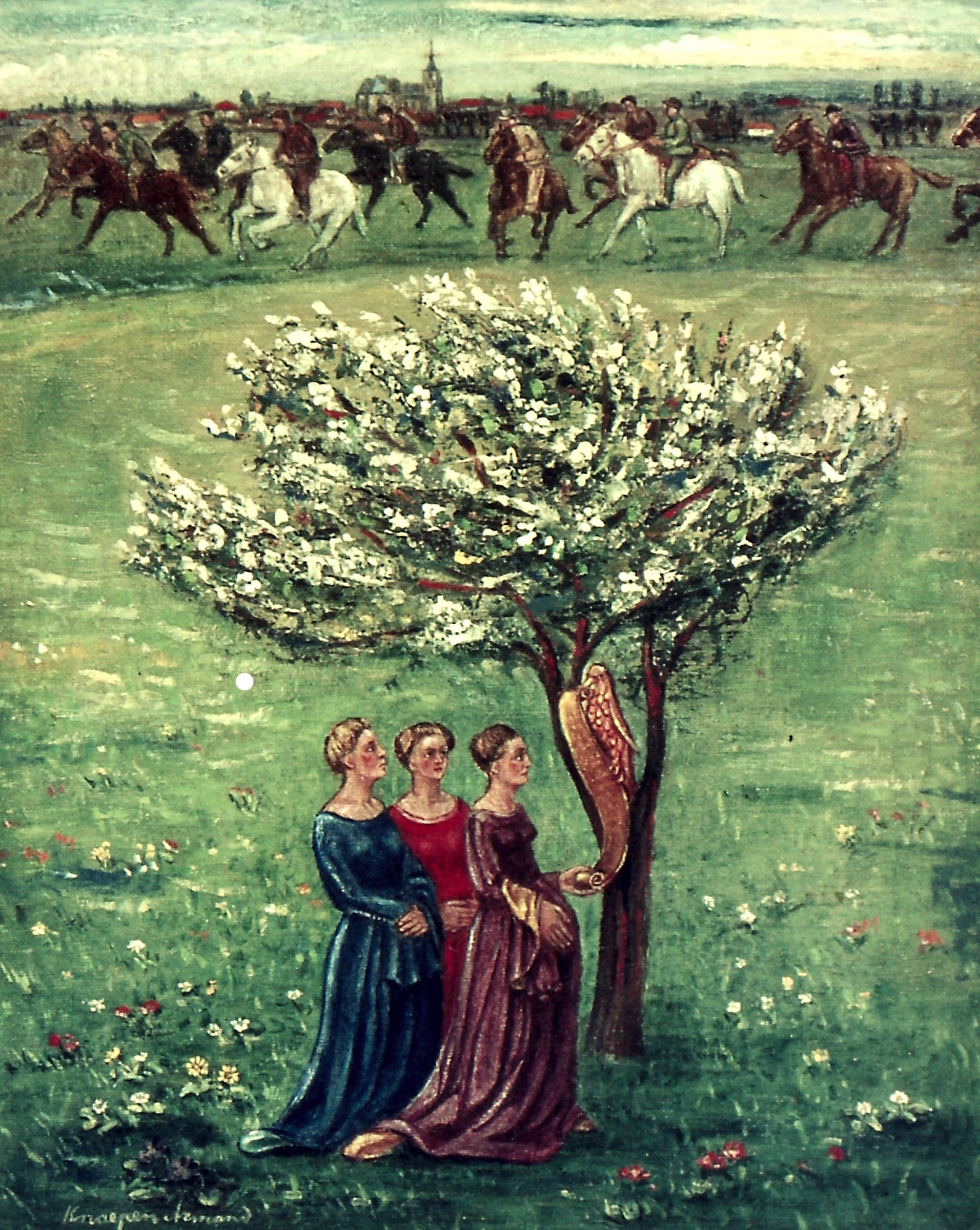
Een ander belangrijk werk, een drieluik van de paardenprocessie van Hakendover, is te zien in de plaatselijke kerk.

Een ander belangrijk werk, een drieluik over de paardenprocessie van Hakendover, is te zien in de plaatselijke kerk.

## Nalatenschap
Kunstcriticus Joseph Delmelle schreef in 1957 over Knaepen:
"Hij heeft een onschatbare rol gespeeld in het artistieke en culturele leven van zijn stad. Hij heeft verschillende generaties leren tekenen en een kostbare dimensie aan hun leven toegevoegd."
Armand Knaepen overleed in 1982 op 95-jarige leeftijd in Tienen.
- RKD-Nederlands Instituut voor Kunstgeschiedenis: 44980